# Polureakcija
Polureakcija je oksidaciona ili redukciona reakciona komponenta redoks reakcije. Polureakcija se dobija razmatranjem promena oksidacionog stanja individualnih supstanci koje učestvuju u redoks reakciji.

## Primeri
Razmotrimo sledeću reakciju:
Dva elementa učestvuju, gvožđe i hlor, svaki od kojih menja oksidaciono stanje, gvožđe od 2+ do 3+, hlor od 0 do 1−. Stoga efektivno postoje dve polureakcije. Te promene se mogu prikazati formulama putem unosa odgovarajućeg broja elektrona u svaku polureakciju:
Na isti načini je moguće putem polureakcija korišćenjem elektrodnih potencijala izvesti punu (originalnu) reakciju.

## Literatura
- Davis Raymond; Sarquis Mickey; Frey Regina; Sarquis Jerry (2006). „19”. Modern Chemistry. Holt, Rinehart, and Winston. стр. 933—935. ISBN 978-0-03-073546-2.